# Гергарт Роденвальдт
Гергард «Гергарт» Мартін Карл Роденвальдт (нім. Gerhard "Gerhart" Martin Karl Rodenwaldt; 16 жовтня 1886, Берлін — 27 квітня 1945, Берлін) — німецький археолог.

## Біографія
Син професора гімназії, молодший брат медика Ернста Роденвальдта. З 1904 року вивчав класичну археологію, філологію та історію мистецтв у Берлінському університеті. В 1908 році здобув ступінь доктора філософії. В 1909-10 роках працював у Середземномор'ї, отримавши грант від Німецького археологічного інституту (НАІ), де зібрав матеріали при Тиринфський палац. Під час Першої світової війни був співробітником Німецького Червоного Хреста. В 1917 році став професором Гіссенського університету. В 1922 році повернувся в Берлін і став генеральним секретарем НАІ. Організував численні археологічні розкопки за кордоном. В 1932 році став професором Берлінського університету, одночасно залишаючись заступником президента НАІ. 27 квітня 1945 року разом із дружиною наклав на себе руки.

## Нагороди
- Почесний хрест ветерана війни
- Орден «Османіє»
- Орден Спасителя, командорський хрест (1934)
- Німецький Олімпійський знак 2-го класу (1937)
- Почесний доктор філософії Афінського університету (1937)
- Орден Вюртемберзької корони, командорський хрест із зіркою (1939)
- Почесний доктор філософії Софійського університету (1939)
- Орден «Святий Олександр», командорський хрест (1940)